# Funzione propria
In topologia una funzione continua fra spazi topologici è propria se la controimmagine di ogni insieme compatto è compatta.

## Definizione
Una funzione continua
{\displaystyle f\colon X\to Y}
fra spazi topologici è propria se la controimmagine {\displaystyle f^{-1}(K)} di ogni sottoinsieme compatto {\displaystyle K} di {\displaystyle Y} è un insieme compatto in {\displaystyle X}.

### Successioni divergenti
Una definizione equivalente è la seguente. Una successione divergente in uno spazio topologico è una successione di punti che fuoriesce da qualsiasi insieme compatto. Una funzione è propria se e solo se manda successioni divergenti in successioni divergenti.

## Esempi
Una funzione strettamente convessa che ammette un minimo è propria. Ad esempio la parabola {\displaystyle f\colon \mathbb {R} \rightarrow \mathbb {R} ,\ f(x)=x^{2}} è propria. La controimmagine di un compatto connesso {\displaystyle [-a^{2},b^{2}]} è infatti il compatto {\displaystyle [0,b]}.
Una funzione limitata {\displaystyle f\colon \mathbb {R} \to \mathbb {R} } non è mai propria.
Il fatto di essere propria o meno dipende, oltre che dall'espressione della funzione, dal dominio e/o dal codominio. Ad esempio la funzione {\displaystyle f\colon \mathbb {R} \rightarrow \mathbb {R} ,\ f(x)=e^{x}}, non è propria, infatti la controimmagine dell'intervallo {\displaystyle [0,1]}, che è un compatto, è {\displaystyle (-\infty ,0]} che non è un compatto. D'altro canto, si noti invece che la funzione {\displaystyle f\colon [0,+\infty )\rightarrow \mathbb {R} ,\ f(x)=e^{x}} è propria.

## Proprietà
- Ogni mappa continua da uno spazio compatto a uno spazio di Hausdorff è chiusa e propria.
- Ogni mappa propria ammette grado topologico.